# Beta Aquarii
Beta Aquarii (β Aqr / β Aquarii, Bêta Aquarii) este steaua cea mai strălucitoare din constelația Vărsătorul. Ea poartă și numele tradițional Sadalsuud, care provine din sintagma arabă سعد السعود sacd as-sucūd, care semnifică „șansa șanselor”.
Sadalsuud are o magnitudine aparentă de +2,90. Este de tip spectral G0Ib și se află la circa 610 de ani-lumină de Terra. Steaua face parte dintr-un tip rar de stele denumite supergigante galbene.